# Ziarul de Mureș
Ziarul de Mureș este o publicație săptămânală din Târgu Mureș.